# Текеян, Ваган
Ваган Текеян (арм. Վահան Թէքէեան, имя при рождении Ваган Миграни Текеян; 2 февраля (21 января) 1878, Константинополь — 4 апреля 1945, Каир) — армянский поэт и общественный деятель.

## Биография
Родился в 1878 году в Константинополе.
Преподавал в армянской средней школе «Гетронаган». С 1906 года жил за рубежом (Ливерпуль, Марсель, Гамбург). Долгое время жил в Каире, где в 1905 году основал журнал «Ширак», а с 1915 года издавал газету «Арев». Первый стихотворный сборник «Раздумья» вышел в свет в Париже в 1901 году. Опубликовал сборники: «Чудесное воскресенье» (1914), «С полуночи до зари» (1920), «Любовь» (1933), «Армянские песни» (1943) и другие, написал роман «Если изволит господь». Лирическая поэзия Текеяна — своеобразное сочетание символизма и романтизма.
Текеян занимался общественной, издательской деятельностью.
Умер 4 апреля 1945 года, похоронен на армянском кладбище в Каире.

## Память
В 1947 году в Бейруте был основан «Культурный союз Текеян».